# Per Erik Gullander
Per Erik Gustaf Gullander, född 1810 i Lund, död 1853 i Sölvesborg, var en svensk präst och kyrkoherde i Sölvesborg. Han var son till hovpredikanten Anders Petter Gullander.

## Biografi
Han var utbildad vid Malmö Skola och Lunds universitet. Han blev 1832 magister i Teologi och prästvigd den 12 maj 1833. År 1840 blev han stadskomminister i Carlshamn och 1847 blev han kyrkoherde i Sölvesborg fram till sin död 1853.    
Per Erik Gustaf Gullander gifte sig 1841 med Sopie Annette Zickerman (1810-1903). Tillsammans fick de tre döttar, två av dessa dog i tidig ålder och den tredje var Hedvig Wilhemina Aurora. 
Det står i "Vårt stifts herdaminnen" att han "Dog hastigt och oförmodat. Ruinerade affärer, försupen."   

## Verk
- Gullander, Per Erik Gustaf (1839). De epistola Antonini Pii ad commune Asiæ dissertatio academica, quam ... p.p. Petrus E. G. Gullander ... respondente M.E.W. Widegren, scano. In auditorio majori die XXI decembr. MDCCCXXXIX. Diss.Lund : Lunds universitet, 1839
- Gullander, Per Erik Gustaf & Asping, Johan Abraham (1842). Matrikel öfver Lunds stift innefattande uppgifter i localt hänseende om pastoraterna, och i personelt om de så väl vid dem, som Academi- och Scholstaterna anställde embets- och tjenstemän jemte Supplement rörande stiftets klockare-lägenheter. Lund: